# Értékesítési módok a kereskedelemben
A kereskedelem és marketing elmélete szerint egy termék értékesítési módját az határozza meg, hogy a kiszolgálás folyamatában a vevő mekkora hányadban vesz részt.

## A kiszolgálás módja szerinti kategóriák
A vevői aktivitás alapján a következő módokat különböztetjük meg:

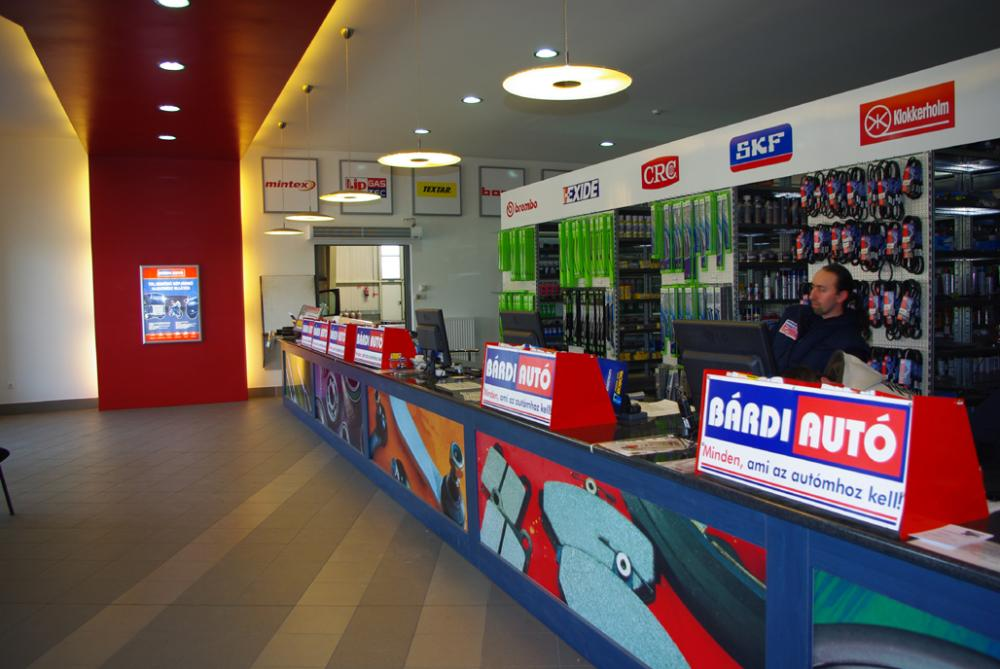
Hagyományos értékesítési mód a kereskedelemben
Jellemző: pult mögül történő kiszolgálás
Például: Bardy Autó
Forrás: http://www.okovalentia.hu/

- Hagyományos: pult mögül szolgál ki az eladó (például: Bárdi autó). Minden fázist az eladó csinál. Minden szakaszban megvan a kontaktus az eladó és a vevő között. Szakaszai: vevő fogadása, áruajánlás, áru bemutatása, rendelés felvétele, áru előkészítése, ellenérték kiegyenlítése, áru kiadása. Ahol már valamilyen folyamat a vevő végez el (például csomagolás), az már nem sorolható a hagyományos értékesítések közé. Ez az eladás legnagyobb múlttal rendelkező, klasszikus formája. Az eladó és a vevő közvetlen kapcsolatba kerülnek egymással, a vásárló az árut az eladó segítségével ismeri meg. Előnyei: Megismerhetjük a vevő igényeit. A személyes meggyőzés lehetőséget ad a vevő befolyásolására. Új termék ismertetése is történhet az árubemutatás keretében. Nem kell az összes árufajtát kihelyezni a vevő által elérhető helyre. Kényelmes a vevő számára, mert az eladó szolgálja ki.
- Preszelekciós: a vevő választja ki a terméket például katalógusból, vagy egy üveg vitrin mögül egy órát. A választás kivételével van kapcsolat az eladó és a vevő között. Általában a vásárló már korábban meghozta a döntést, hogy milyen terméket szeretne megvásárolni, Ez az értékesítési mód, csak olyan terméknél működik, amiből van árukészlet. Előnyei: alkalmas a teljes választék bemutatására, valamint mindenki számára elérhető. Ma már a tartós fogyasztási cikkeknél is az a jellemző, hogy előre tájékozódnak a termékkel kapcsolatban az interneten keresztül, és személyesen megvásárolják.
- Önkiszolgáló: a vevő veszi le a polcról, az eladóval a vásárlás folyamán nem kell konzultálni, így minimális az eladó és a vevő között a kapcsolat. A legtöbb termék szabadon megvásárolható, ezért a vevők és az áruk közötti kapcsolat lesz a hangsúlyos. Napjainkban az egyik legelterjedtebb értékesítési forma. Az önkiszolgáló értékesítési módban az eladó és a vevő általában nem kerül közvetlen kapcsolatba, a vásárló rendszerint csak a pénztárnál találkozik az üzlet dolgozójával. Szükség esetén természetesen kérhetjük az eladó segítségét. Előnyei: Csökken az eladók leterheltsége, megnövekszik a bolt áteresztőképessége, a vásárló önállóan válogathat és kevesebb időt vesz igénybe a vásárlás. Marketing mesterfogás ennél a módnál:
  - Értékesítés növelése: sokkal többet vásárolnak a fogyasztók, ha nem kell kérniük az eladótól.
  - Vizuális hatás: nagyobb kosárba többet pakolnak a vásárlók.
- Önkiválasztó értékesítés: Ez az értékesítési forma lehetővé teszi, hogy a vevők az eladó segítsége nélkül, közvetlenül ismerkedhessenek meg az árukkal. A terméket megnézhetik, kipróbálhatják. Miután a vevő kiválasztotta a megvásárolni kívánt árucikket, az eladótól kell kérnie azt. Előnyei: a vevők zavartalanul válogathatnak, meggyorsul az eladó munkája, mert a vásárlók már egy kiválasztott terméket kérnek tőlük, valamint több vásárlót tud fogadni az üzlet.
- Minta utáni értékesítés: az áru és a minta két különböző helyen van. Ezt az értékesítést nagy értékű, vagy nagy terjedelmű termékek eladásánál alkalmazzák, például: bútor, nagyméretű műszaki cikkek értékesítése. Folyamata: a termék megnézése, rendelés leadása, a raktárból való házhoz szállítás vagy helyszíni átvétel. Létezik olyan módozata is, amikor raktárból is a vásárlónak kell elvennie a terméket. Ilyen például az IKEA.
- Alternatív értékesítési módok:
  - Automatán keresztüli értékesítés: korlátozott a termékek köre, valamint nem minden termék értékesíthető így. Elméletileg mindig a rendelkezésre állnak (ha töltik). Előnyei: nem kell üzlethelyiség. Példa az ilyen típusú értékesítésre: kávé automata, üdítő automata. 2 típusa van: kiejtő és rekeszes automaták.
  - Csomagküldő kereskedelem: Katalógusok segítségével kínálja áruit, a vevő pedig postai úton rendeli meg és kapja kézhez a kívánt cikkeket, fölöslegessé téve ezzel a vevő és az eladó személyes találkozását. Interneten, levélben, telefonon rendelhetnek. Az árut postai utánvéttel kaphatják meg.
  - Mozgóboltok: leglényegesebb célja a kistelepülések, apró falvas területek napi cikkekkel történő ellátása. Feltétele a megfelelő minőségű úthálózat.
  - Kereskedelmi automaták: fajtái a cikkek jellege szerint: folyadékot árusító automaták, ételárusító automaták, egyéb automaták (például: pénzváltó, fényképező,játék, jegykiadó stb.)
  - Telesales: az értékesítés telefonon keresztül történik. A sikeres telefonos értékesítés számos készség meglétét igényeli. A telefonos operátornak mindenekelőtt kedvesnek, tapintatosnak, empatikusnak, ügyfél centrikus gondolkodásúnak kell lennie, amely mellett különösen hasznos, ha kellemes az ügyintéző hangja. A zárkózott, a kommunikációtól idegenkedő, a türelmetlen és a telesales munkával együtt járó szigorú szabályokat, kötöttségeket nem vagy nehezen toleráló emberek biztosan nem tudják megállni a helyüket ezen a területen.
  - Értékesítés televízión keresztül: a fogyasztó igényét a teleshopon keresztül keltik fel, ezt követően elsősorban az értékesítést végző cég felhívásával rendelhető meg a termék. Hatásvadász értékesítési mód, és gyakran emelik ki, hogy a kedvezményes ajánlat csak "most" érvényes, ezzel növelve az értékesítést. A televíziók a kevésbé nézett műsoridőben sugározzák.
  - Az elektronikus, interaktív értékesítés: Az elektronikus kereskedelem (vagy e-kereskedelem) az árucikkek és szolgáltatások elektronikus úton–elsősorban az interneten és számítógépes hálózatokon–való eladása, vásárlása, illetve cseréje.

## Értékesítési módok
Egy vállalat értékesítési tevékenységét kategorizálhatjuk az eladás irányultsága szerint is, amely magába foglalja az eladó és a vevő viszonyát és annak jellemzőit.
Hat eladási irányt különböztetünk meg:
1. B2B, azaz business-to-business
2. B2C, azaz business-to-consumer
3. C2B, azaz consumer-to-business
4. B2B és B2C területen egyaránt aktív cégek
5. B2G, azaz business-to-government
6. C2C, azaz consumer-to-consumer

## A B2B értékesítési mód bemutatása
A B2B mozaikszó az angol business-to-business kifejezésből származik, szó szerinti jelentése vállalattól-vállalatig, amely a cégek közötti értékesítésre utal. Egy vállalat elad egy terméket vagy biztosít egy szolgáltatást egy másik vállalatnak, amely a vevő saját működéséhez, vagy a termékének előállításához szükséges. Egyszerű példa az alapanyaggyártók esete, ahol alumíniumot, betont, műanyagot vagy vegyi alapanyagokat elsősorban olyan cégek vásárolnak, amelyek ennek felhasználásával előállítják a saját terméküket. A másik fő terület egy speciális termék vagy szolgáltatás, mint például az épület szellőztető berendezések, a pénztárgépek vagy egy irodaház őrző-védő szolgáltatása–ezeket mind egy vállalkozás működéséhez szükséges tényezők.
A B2B értékesítés főbb jellemzői:
- a termékek és szolgáltatások általában nagyobb értékűek, és gyakran egyéni igényekre szabottak
- szűk piac, korlátos mennyiségű vevővel
- többlépcsős eladási folyamat (előzetes bemutató, ajánlat, tárgyalás, tender pályázat, áralku)
- a döntés általában csoportos, a folyamatot többnyire racionális tényezők, mint a piaci viszonyok és a megtérülés befolyásolják
- közvetlen kapcsolat eladó és vevő között, jelentős az értékesítő szerepe az eladásban
- a vevők igényt tartanak kiegészítő szolgáltatásokra is: tanácsadás, betanítás, szerviz, alkatrész utánpótlás
- a megrendelés gyakran keretszerződéses formában időszakra vagy mennyiségre vonatkozik

## A B2C értékesítési mód bemutatása
A B2C mozaikszó pedig az angol business-to-consumer kifejezést takarja, amelynek a magyar fordítása a vállalattól-fogyasztóig, amely valójában a végfelhasználók, a háztartások számára szükséges termékek eladását jelenti. Ebbe a kategóriába tartozik szinte minden, amit egy bevásárlóközpontban, hipermarketben megveszünk vagy online megrendelünk magunknak; háztartási cikkek, élelmiszer, szórakoztató elektronika stb.
Az internetes értékesítés számos előnnyel jár. Elsősorban a kibővült hozzáférhetőség lehetővé teszi, hogy termék vagy szolgáltatás bármikor, bárhol elérhetőek legyenek. Ezen felül csökkenti az üzemeltetési költségeket, mivel kevesebb fizikai infrastruktúrára van szükség.
A B2C értékesítés jellemzői:
- a termékek és szolgáltatások kisebb értékű tömegcikkek
- sok piaci szereplő
- rövid eladási folyamat
- a döntés egyéni, gyakran érzelmeken, vágyakon, vagy szociális tényezőkön alapul, amelyet eladók tudatosan befolyásolnak (pl. termék design, csomagolás, eladótér látványa, reklámok, brand, stílus, közvetített értékek, közösségek)
- legtöbbször nincs közvetlen kapcsolat eladó és vevő között, általában a marketing a kommunikációs eszköz
- a vásárlás után nem marad kapcsolat az eladóval

## B2B és B2C együttesen
A felosztáshoz még hozzá tartozik, hogy előfordulnak olyan eladók, amelyek a B2B és a B2C piacon egyszerre vannak jelen. Például az autógyártók számára fontos eladni az egyéni fogyasztóknak, de egyúttal a nagyszámú vállalati flottaautós megrendelésekre is céloznak. Ebben az esetben általában külön értékesítési és marketing csapat dolgozik a két piaccal.